# Abrictosaurus
Az Abrictosaurus (jelentése 'éber gyík', az αβρικτος / abriktosz 'éber' és σαυρος / szaürosz 'gyík' szavak összetételéből) a heterodontosaurida dinoszauruszok egyik neme, amely a kora jura korban élt a mai Dél-Afrika területén. Kistermetű, körülbelül 1,2 méter hosszú és 45 kilogramm tömegű, két lábon járó növényevő vagy mindenevő volt.
Csak két példány maradványai alapján ismert, melyekre a lesothói Qacha's Nek körzetben, az Elliot-formáció felső részén és a dél-afrikai Cape Province-ban találtak rá. Az Elliot-formáció felső része a kora jura kor hettangi és sinemuri korszakai idején keletkezett, körülbelül 200–190 millió évvel ezelőtt. Az elképzelés szerint ez a formáció egy szórványos esőzések által áztatott félszáraz környezet homokdűnéit és időszakos árterületeit őrizte meg. Az itt talált egyéb dinoszauruszok közé tartozik a theropoda Megapnosaurus, a prosauropoda Massospondylus, valamint a heterodontosaurida Heterodontosaurus és Lycorhinus. A területen sok szárazföldi crocodylomorpha, cynodontia és korai emlős maradványai is előkerültek.

## Anatómia
Az Abrictosaurushoz hasonló heterodontosauridák kis, korai madármedencéjűek voltak, melyeket feltűnő alaki eltérést mutató (heterodont) fogazatuk után neveztek el. Leginkább az alsó és felső állcsontjukban egyaránt megtalálható nagy, szemfogszerű agyaraikról ismertek. Az állcsontjuk elején fogak helyett egy kemény, a növényzet darabolására szolgáló csőr helyezkedett el. Három premaxilláris foguk közül az első kettő kicsi és kúpos volt, a harmadik pedig, az alsó állcsont legelső, kissé nagyobb fogának párjaként megnagyobbodva szemfogszerűvé vált. A felső állcsont egy nagy nyílással (diasztémával) illeszkedett az alsó szemfogszerű foghoz, ami egyben elválasztotta a premaxilláris fogakat a maxilla szélesebb rágó fogaitól. Ez utóbbiakhoz hasonló fogak sorakoztak az alsó állcsont további részén is.
Az Abrictosaurust rendszerint a Heterodontosauridae család legbazálisabb tagjának tekintik. A Lycorhinus és a Heterodontosaurus szintén magas koronájú, az állcsontban egymást átfedő pofafogakkal rendelkezett, melyek a kréta időszaki hadrosauridákéra emlékeztető rágófelületet alkottak. Az Abrictosaurus pofa fogai jobban elkülönültek, alacsonyabb koronájuk jobban hasonlít a korai madármedencéjűekére. Felvetődött, hogy az Abrictosaurus agyarai hiányoztak, ami szintén kezdetleges jellegzetesség. Azonban a szemfogszerű fogak megtalálhatók a két Abrictosaurus példány egyikénél. A felső szemfogszerű 10,5 milliméter hosszú, míg az alsó eléri a 17 milliméteres hosszúságot is. Ezek a hosszú fogak a Lycorhinus és a Heterodontosaurus elöl és hátul egyaránt recézett fogaitól eltérően hátul simák voltak. Emellett az Abrictosaurus mellső lábai a Heterodontosaurusénál kisebbek és gyengébbek voltak, a negyedik és ötödik ujjuk pedig eggyel kevesebb ujjpercből állt.

## Történet és névadás
Az Abrictosaurus mindkét példánya a University College London gyűjteményében található. A Lesothóban felfedezett holotípus példány (az UCL B54 azonosítójú lelet) egy részleges koponyából és csontvázból áll. Az angol őslénykutató, Richard Thulborn, aki 1974-ben leírást készített a fosszíliáról, úgy ítélte meg, hogy az a Lycorhinus egy újabb faja, és a 'pár', illetve 'házastárs' jelentésű latin consors szóból származó L. consors nevet adta a számára. Az UCL B54 szemfogszerű fogai hiányoznak, a Lycohinus angustidens típuspéldányánál azonban megtalálhatók, ezért Thulborn úgy vélte, hogy ez az egyed nőstény lehetett. A szakirodalomban sem a koponyákról, sem a csontvázakról nem jelent meg teljes leírás. Egy Svájcból, a késő triász idejéről származó fogat Abrictosaurus sp. néven írtak le, de ez nem talált támogatásra, ugyanis a fosszília általánosságban nem rendelkezik sem az Abrictosaurus, sem a heterodontosauridák, sem pedig a madármedencéjűek egyedi jellegzetességeivel.
1975-ben, James Hopson újabb leírást készített egy Dél-Afrikában talált töredékes heterodontosaurida koponyáról (az UCL A100 azonosítójú leletről), melyet Thulborn korábban a Lycorhinus angustidens fajhoz kapcsolt. Miután kiderült, hogy az UCL A100 nem tartozik a L. angustidenshez, hanem ehelyett inkább az UCL B54-hez hasonlít, Hopson létrehozott egy új nemet a két példány számára.
Az Abrictosaurus nem neve (ami az ógörög αβρικτος / abriktosz 'éber' és σαυρος / szaürosz 'gyík' szavak összetételéből származik) arra utal, hogy Hopson nem értett egyet Thulborn azon elméletével, amely szerint a heterodontosauridák esztivációs időszakokon mentek át (azaz hibernálódtak a forró és/vagy száraz évszakokban). A faj neve megmaradt, ezért az új binomiális név Abrictosaurus consors lett. Hopson átnevezése ellenére Thulborn a Lycorhinus angustidenst, a Heterodontosaurus tuckit és az Abrictosaurus consorst továbbra is a Lycorhinus nemhez kapcsolta. A legtöbb őslénykutató megkülönbözteti a három nemet, azonban az őslénytanban nincs pontos definíció a fajra vagy a nemre vonatkozóan.

## Nemi kétalakúság
A heterodontosauridák nemi kétalakúságáról szóló elmélet középpontjában sokáig az Abrictosaurus állt. Sok modern emlősnél, többek között a pézsmaszarvasféléknél, a rozmárnál, az ázsiai elefántnál és a disznónál az agyarak a nemi kétalakúság jelei, és főként a hímekre jellemzők. Az agyarak hiánya az UCL B54 esetében arra a következtetésre vezet, hogy az egyed nőstény volt; még az is lehetséges, hogy egy másik fajhoz tartozott. Az UCL A100 esetében a szemfogszerű fogak felfedezése megmutatta, hogy az A. consors is rendelkezett e hímekre utaló jellemzővel, továbbá azt is, hogy legalább ez a faj érvényes. Rövid arca és összeforratlan keresztcsonti csigolyái alapján azonban is elképzelhető, hogy az UCL B54 fiatal volt. Ebben az esetben az agyarak hiánya inkább fiatalkori jellegzetesség lehet, mint másodlagos nemi jelleg, ami valószínűtlenebbé teszi a nemi kétalakúságot.

## Fordítás
- Ez a szócikk részben vagy egészben az Abrictosaurus című angol Wikipédia-szócikk ezen változatának fordításán alapul.  Az eredeti cikk szerkesztőit annak laptörténete sorolja fel. Ez a jelzés csupán a megfogalmazás eredetét és a szerzői jogokat jelzi, nem szolgál a cikkben szereplő információk forrásmegjelöléseként.